# Eric Verdonk
Eric Verdonk, född 28 maj 1959 i Taihape i Manawatū-Whanganui i Nya Zeeland, död 3 april 2020 i Auckland, var en nyzeeländsk roddare.
Han tog OS-brons i singelsculler i samband med de olympiska roddtävlingarna 1988 i Seoul.